# Gottfried Heinrich Schäfer
Gottfried Heinrich Schäfer (* 27. September 1764 in Leipzig; † 12. März 1840 ebenda) war ein deutscher Klassischer Philologe.

## Leben
Gottfried Heinrich Schäfer studierte Theologie, Rechtswissenschaft und Medizin an der Universität Leipzig. Erst später wandte er sich der Philologie zu. Sein Leben verbrachte er größtenteils als Privatgelehrter und verdiente seinen Lebensunterhalt als Schriftsteller, vor allem als Übersetzer theologischer, juristischer und medizinischer Fachschriften. 1806 habilitierte er sich für Philologie. Zwei Jahre später verschaffte ihm Gottfried Hermann eine außerordentliche Professur. Da Schäfer sich nicht zum Dozenten berufen fühlte und sein Lehrerfolg gering blieb, nahm er gern die Stelle als Universitätsbibliothekar an, die ihm Hermann 1818 verschaffte und die er bis 1833 versah. Seit 1808 war er korrespondierendes Mitglied der Bayerischen Akademie der Wissenschaften.
Neben seinen Übersetzungsleistungen trat Schäfer besonders als Herausgeber antiker Schriftsteller hervor. Er legte verbesserte und bearbeitete Textfassungen der Autoren Plinius der Jüngere, Catull, Properz, Demosthenes, Plutarch und Apollonios von Rhodos vor und beteiligte sich an der Neuauflage des Thesaurus linguae Graecae des Henricus Stephanus.
Sein Sohn war der Rechtsanwalt und Fotograf Adolph Schäfer.